# Artemisia campestris
Artemisia campestris, tên phổ thông ngải đắng thường, ngải Thái Bình Dương, ngải dấm đồng, ngải cứu đồng, là một loài thực vật có hoa trong họ Cúc. Loài này được L. mô tả khoa học đầu tiên năm 1753.